# سيلينة فيفيانية
السيلينة الفيفيانية (باللاتينية: Silene vivianii) نوع نباتي يتبع جنس السيلينة من الفصيلة القرنفلية.

## الموئل والانتشار
موطنها المشرق العربي ووادي النيل والمغرب العربي.

## مرادفات للاسم العلمي
- (باللاتينية: Silene getula Pomel)
- (باللاتينية: Silene maroccana Coss.)
- (باللاتينية: Silene setacea Viv., nom. illeg.)
- (باللاتينية: Silene setacea subsp. getula (Pomel) Maire)
- (باللاتينية: Silene vivianii subsp. getula (Pomel) Greuter & Burdet)